# Marcelo Gleiser
Marcelo Gleiser (Rio de Janeiro, 19 de março de 1959) é um físico, astrônomo, professor, escritor e roteirista brasileiro, atualmente pesquisador e professor da Faculdade de Dartmouth, nos Estados Unidos. É membro e ex-conselheiro geral da American Physical Society.
Conhecido nos Estados Unidos por suas aulas e pesquisas científicas, no Brasil é mais popular por suas colunas de divulgação científica no jornal Folha de S.Paulo. Escreveu oito livros e publicou três coletâneas de artigos. Participou de programas de televisão dos Estados Unidos, da Inglaterra e do Brasil, entre eles, Fantástico.
Marcelo recebeu o Prêmio Jabuti em 1998, pelo livro A Dança do Universo, e em 2002 por O Fim da Terra e do Céu. Em 2007, foi eleito membro da Academia Brasileira de Filosofia. Em março de 2019, tornou-se o primeiro latino-americano a ser contemplado com o Prêmio Templeton, tido informalmente como o "Nobel da espiritualidade".

## Juventude e formação acadêmica
Marcelo é nascido em uma família judaica da cidade do Rio de Janeiro, e desde criança gostava de tocar violão e jogar voleibol, modalidade esportiva em que foi campeão júnior brasileiro aos quinze anos, ao lado de Bernardinho. Mesmo não se interessando por matemática, desde cedo eram claros seu interesse e paixão pela natureza. Queria ser músico, mas seu pai, Isaac, que era dentista, convenceu-o a mudar de ideia, pois, segundo ele, a música seria uma escolha arriscada, tornando incerto seu futuro profissional.
Após cursar dois anos de Engenharia Química, Gleiser transferiu-se para o curso de Física da Pontifícia Universidade Católica do Rio de Janeiro (PUC-Rio). Bacharelou-se em 1981, mesmo ano em que representou o voleibol brasileiro nos jogos Macabíadas em Israel, conquistando a medalha de prata. No ano seguinte fez seu mestrado na Universidade Federal do Rio de Janeiro (UFRJ) e em 1986 obteve seu doutorado no King's College de Londres na Universidade de Londres. Em 1988 obteve um pós-doutorado pela Fermilab e no mesmo ano foi nomeado bolsista sênior de pós-doutorado no Instituto de Física Teórica da Universidade da Califórnia. Em 1991 foi nomeado professor assistente de física e astronomia no Dartmouth College em Hanover, New Hampshire.

## Carreira

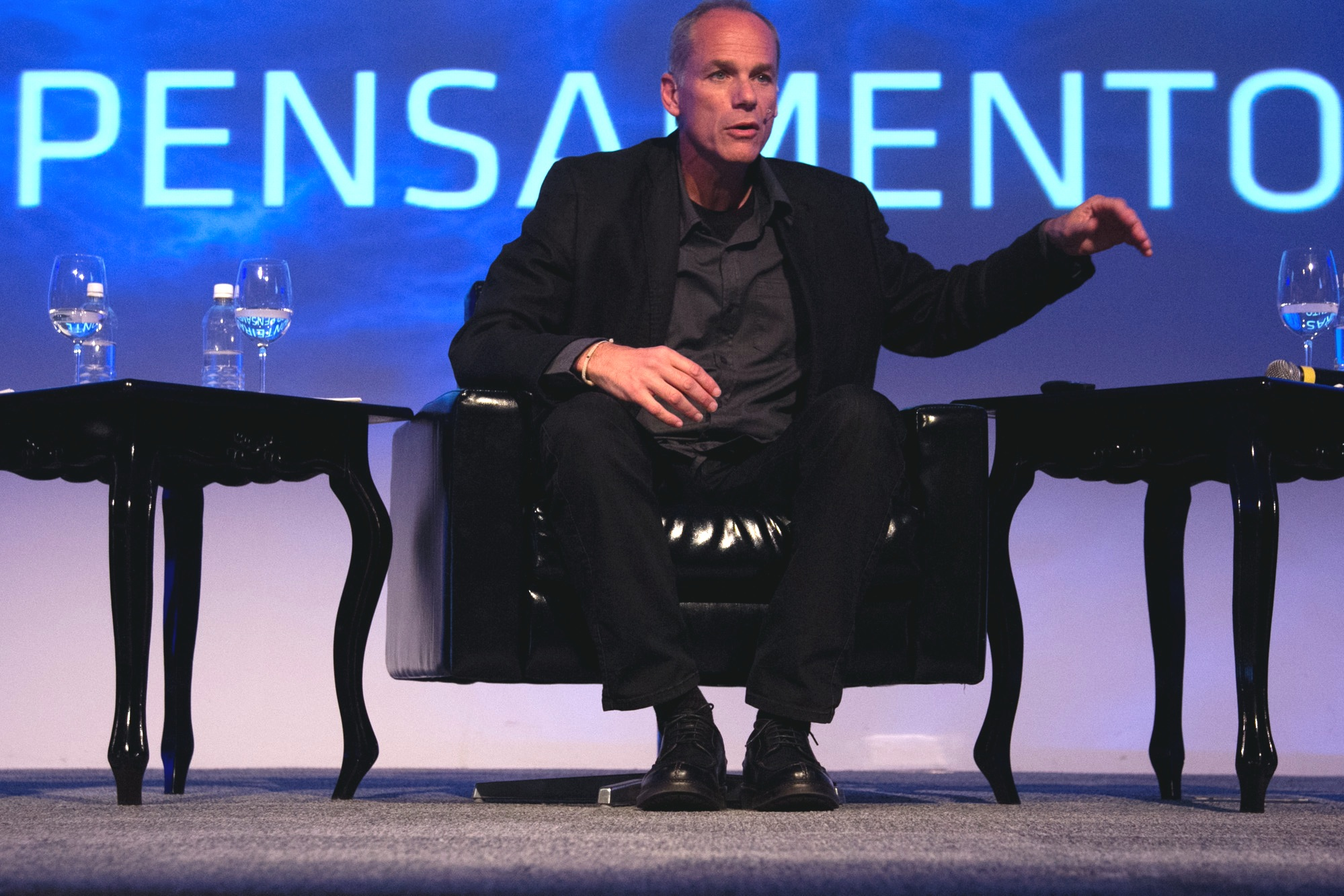
Marcelo Gleiser em 2013.

Desde 1991, é professor de Física e Astronomia e pesquisador da Dartmouth College em Hanover, Estados Unidos. Já fez parte do grupo de pesquisadores do Fermilab, em Chicago, e do Institute for Theoretical Physics da Califórnia. Recebeu bolsas para pesquisas da NASA, da National Science Foundation e da OTAN.
Na Dartmouth, ministra a disciplina "Física para Poetas", cujas aulas se caracterizam por relatos da história da ciência e dos cientistas juntamente com explicações sobre os fundamentos da física no laboratório através de experiências e demonstrações em sala de aula.
Em 1994, ganhou do presidente norte-americano Bill Clinton o prêmio Presidential Faculty Fellows Award por seu trabalho de pesquisa em cosmologia e por sua dedicação ao ensino. Em 1995, ganhou o Dartmouth Award for Outstanding Creative or Scholarly Work e venceu em 2001 o prêmio José Reis de Divulgação Científica. Em 2001, Gleiser foi eleito Fellow da American Physical Society, a Sociedade de Física Americana, da qual é membro. Seu ensaio "Emergent Realities in the Cosmos" apareceu na antologia Best American Science Writing 2003, editada por Oliver Sacks.
Em 1997, lançou no Brasil seu primeiro livro, A Dança do Universo, que trata da questão da origem do Universo tanto sob o ponto de vista científico quanto religioso. O livro, escrito para o público não-especializado tornou-se um marco da divulgação científica no Brasil. Naquele ano também passou publicar aos domingos, artigos sobre ciência no jornal Folha de S.Paulo. A coluna foi publicada até 28 de outubro de 2018.
Em 1998 ganhou o Prêmio Jabuti por esse livro, prêmio que viria a repetir em 2002 pelo livro O fim da Terra e do Céu. Em 2005, lançou uma coletânea de suas colunas publicadas na Folha de S.Paulo de 1999 a 2004, intitulada Micro Macro, e em 2007, dando prosseguimento à coleção, outra coletânea intitulada Micro Macro 2. A sua primeira obra inspirou uma peça de teatro do grupo Arte e Ciência no Palco, que estreou no Festival de Curitiba, e foi apresentada em vários teatros e festivais no Brasil e em Portugal. Em 2006, publicou A Harmonia do Mundo, seu primeiro romance e também um best seller, sobre a vida e obra do astrônomo alemão Johannes Kepler. Em 2010, publicou o livro "Criação Imperfeita: Cosmo, Vida e o Código Oculto da Natureza", onde faz criticas a várias das ideias de unificação na física, argumenta que as assimetrias do Universo não tiveram origem a partir de um Deus, e que são as imperfeições que causaram e causam a formação de estruturas na Natureza, do átomo às células. O livro foi publicado em sete línguas. Em 2015, publicou The Island of Knowledge que lida com o problema do necessariamente incompleto conhecimento científico e dos limites das explicações do universo. Em setembro de 2006 estreou nos cinemas o filme O Maior Amor do Mundo, de Cacá Diegues, com consultoria de Gleiser. O filme conta a história de um astrofísico que volta ao Brasil.
Em 2006, apresentou um bloco no programa dominical Fantástico, da Rede Globo, chamado "Poeira das Estrelas". A série em muito lembra a série Cosmos, de Carl Sagan, com episódios abordando temas científicos e mantendo o foco na astronomia e na origem da vida. A série inspirou um livro homônimo publicado no mesmo ano. Dois anos depois, em 2008, também no Fantástico, apresentou outra série de conteúdo científico: "Mundos Invisíveis", onde explorou a história da física e da química, da alquimia à física de partículas elementares. Em 2010, narrou o documentário Como Funciona o Universo, exibido pelo Discovery Channel.

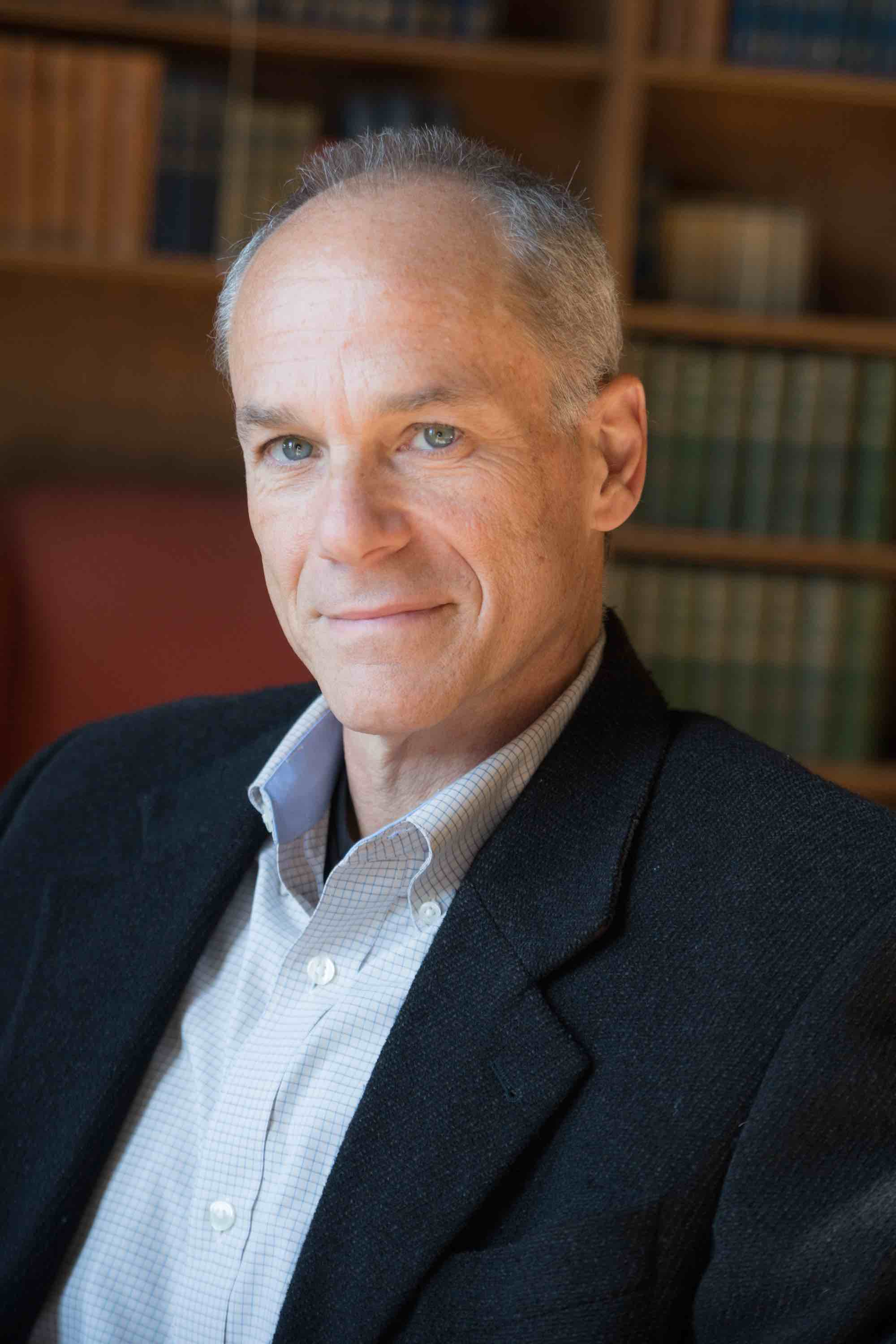
Gleiser em 2015.

## Ciência e religião
Certamente recorrentes em seus trabalhos os debates entre as visões de mundo religiosas e científicas, Marcelo Gleiser é contudo adepto declarado do naturalismo:
Para mim, não há absolutamente nenhuma dúvida de que o sobrenatural é completamente incompatível com uma visão científica do mundo, visão que costumo defender arduamente.— 
"... A mecânica universal não precisa de Deus! As pessoas podem precisar de Deus! São duas coisas completamente diferentes!"— 
e declara-se agnóstico especificamente "... um desses ateus liberais que Dawkins critica"; posicionamentos que certamente transparecem em suas obras também de forma implícita. Ao contrário dos assim denominados ateus radicais, que veem uma guerra declarada entre ciência e religião e nela militam, Gleiser reconhece - embora defensor do ateísmo - o papel que a fé desempenhou e desempenha nos contextos sociocultural, histórico e de definição do ser humano, posicionando-se contra o radicalismo tanto religioso quanto antirreligioso. Em suas palavras:
Se sou ateu; se fico transtornado quando vejo a infiltração de grupos religiosos extremistas nas escolas, querendo mudar o currículo, tratando a ciência em pé de igualdade com a Bíblia; se concordo que o extremismo religioso é um dos grandes males do mundo; se batalho contra a disseminação de crenças anticientíficas absurdas como o design inteligente e o criacionismo na mídia; por que, então, critico o ateísmo radical de Dawkins? Porque não acredito em extremismos e intolerância. ... É essa crença ignorante que deve ser combatida; ... É a hipocrisia usada sob a bandeira da fé que deve ser combatida, não a fé em si.— 
Em novembro de 2016, no programa Canal Livre da Rede Bandeirantes de Televisão, Gleiser declarou-se agnóstico - não especificando o tipo, mas declarou ser a posição mais compatível com o método científico. O que não pode ser uma posição cientificista, pois numa entrevista a fundação na pratica, ele disse:
"A ciência é obviamente nosso melhor modo de se explorar e entender o mundo, mas não é o único, e nem é ilimitado".
Também criticou o ateísmo por ser só uma outra forma de fé cega, pois não tem provas para seu dogma da inexistência de Deus - ainda no programa Canal Livre.
Gleiser também declara-se crítico das posturas perfeccionistas do universo, criticando fortemente a busca da comunidade de físicos pela "teoria do tudo". Para Gleiser o Universo é repleto de imperfeições, e nele não se pode identificar, baseado em nossa tecnologia limitada, uma lei única que reja toda a natureza, postura que o torna crítico direto dos físicos que a buscam na tentativa de estabelecer qualquer "teoria final". Para Gleiser, tais cientistas deveriam ter uma maior "autocrítica":
Nós conhecemos o mundo por causa de nossos instrumentos... O problema é que toda máquina tem uma precisão limitada. É impossível criar uma teoria final porque nunca vamos saber tudo. Temos de aprender a ser humildes com relação a nosso conhecimento de mundo, que sempre será limitado.— 

## Vida pessoal
Marcelo Gleiser vive com a família no estado de Nova Hampshire, nos EUA. Além de dar aulas na universidade, realiza palestras e também leciona em cruzeiros com "caçadores de eclipses". Já viajou de Zanzibar a Madagáscar e pelo Mar Negro. Nessas viagens aproveita para praticar mergulho.
Possui como hobby a pesca com isca artificial (fly fishing), que pratica na cidade onde mora, Hanover. Lá, além da pesca, gosta de praticar alpinismo. Mantinha amizade com o escritor norte-americano Oliver Sacks, a quem fazia visitas em Nova Iorque. Também é amigo de Roald Hoffmann, ganhador do prêmio Nobel de Química de 1981. Roald já desfilou com Gleiser pela escola de samba Unidos da Tijuca, no carnaval de 2004.

## Livros
- A Dança do Universo (1997)
- Retalhos Cósmicos (1999)
- O fim da Terra e do Céu (2001)
- Micro Macro (2005)
- A Harmonia do Mundo (2006)
- Cartas A Um Jovem Cientista: o Universo, A Vida e Outras Paixões (2007)
- Micro Macro 2 (2007)
- Criação Imperfeita: Cosmo, Vida e o Código Oculto da Natureza (2010)
- A Ilha do Conhecimento: Os Limites da Ciência e A Busca Por Sentido (2014)
- A Simples Beleza do Inesperado (2016)
- O Caldeirão Azul (2019)

## Artigos científicos selecionados
- "An Analytical Characterization of Oscillons: Their Energy, Radius, Frequency, and Lifetime", com David Sicilia, Phys. Rev. Lett. 101, 011602 (2008).
- "A Class of Nonperturbative Configurations in Abelian-Higgs Models: Complexity from Dynamical Symmetry Breaking", com Joel Thorarinson, Physical Review D 79, 025016 (2009).
- "An Extended Model for the Evolution of Prebiotic Homochirality: A Bottom-Up Approach to the Origin of Life", com Sara Walker, Orig. Life Evol. Biosph. 38, 293-315 (2008).
- "Punctuated Chirality", com Joel Thorarinson and Sara I. Walker, Orig. Life Evol. Biosph. 38, 499-508 (2008).
- "Long-lived Oscillons from Asymmetric Bubbles," com A. Adib e C. A. S. Almeida, Phys. Rev. D66 (2002) 085011.
- "Gauged Fermionic Q-Balls," com T. S. Levi, Phys. Rev. D66 (2002) 087701.
- "Nonequilibrium Precursor Model for the Onset of Percolation in a Two-Phase System," com Rafael Howell e Rudnei Ramos, Phys. Rev. E65 (2002) 036113.
- "Anisotropic Stars: Exact Solutions," com Krsna Dev, Gen. Rel. Grav. 24 (2002) 1793.
- "Bubbling the False Vacuum Away", com Barrett Rogers e Joel Thorarinson, Phys. Rev. D 77, 023513 (2008).